# Viidumäe naturreservat
Viidumäe naturreservat (estniska: Viidumäe looduskaitseala) ligger på ön Ösel i Estland. Det ligger i landskapet Saaremaa (Ösel), i den västra delen av landet, 200 km sydväst om huvudstaden Tallinn. 
Inlandsklimat råder i trakten. Årsmedeltemperaturen i trakten är 4 °C. Den varmaste månaden är juli, då medeltemperaturen är 18 °C, och den kallaste är januari, med −8 °C.